# Alto Malcantone
Alto Malcantone est une commune suisse du canton du Tessin. Celle-ci a été fondée en 2005 à la suite de la fusion des communes d'Arosio, Breno, Fescoggia, Mugena et Vezio.

Photo aérienne prise à 1500 m par Walter Mittelholzer (1919).